# Koyoharu Gotōge
Koyoharu Gotōge (jap. 吾峠 呼世晴 Gotōge Koyoharu; ur. 5 maja 1989 w prefekturze Fukuoka) – japoński mangaka, znany z serii Miecz zabójcy demonów – Kimetsu no Yaiba. Do lutego 2021 manga ta rozeszła się w nakładzie ponad 150 milionów egzemplarzy (wliczając kopie cyfrowe), co czyni ją dziewiątą najlepiej sprzedającą się mangą wszech czasów.
Gotōge został umieszczony jako jeden z „Fenomenów” na corocznej liście 100 najbardziej wpływowych ludzi tygodnika Time, stając się pierwszym mangaką, który otrzymał to wyróżnienie.

## Biografia

### Wczesne życie
Gotōge urodził się 5 maja 1989 w prefekturze Fukuoka w Japonii. Autor używa pseudonimu literackiego, aby zachować anonimowość.

### Kariera
W 2013 roku Gotōge zadebiutował podczas 70. edycji konkursu Jump Treasure Newcomer Manga Awards z one-shotem Kagarigari (jap. 過狩り狩り). W następnych latach autor opublikował trzy kolejne one-shoty: Monju shirō kyōdai (jap. 文殊史郎兄弟), wydane w 2014 roku w magazynie Jump Next!; Rokkotsu-san (jap. 肋骨さん), wydane w tym samym roku w magazynie Shūkan Shōnen Jump; i Haeniwa no Zigzag (jap. 蠅庭のジグザグ), wydane w 2015 roku również w czasopiśmie Shūkan Shōnen Jump.
Po tym, jak Haeniwa no Zigzag nie odniosło sukcesu i nie stało się serią, Tatsuhiko Katayama (pierwszy redaktor Gotōge) zasugerował rozpoczęcie serii z „łatwym do zrozumienia motywem”. Debiutancka praca Gotōge zatytułowana Kagarigari posłużyła później jako podstawa dla Miecza zabójcy demonów – Kimetsu no Yaiba. Manga ta ukazywała się w magazynie Shūkan Shōnen Jump od 15 lutego 2016 do 18 maja 2020. Odniosła sukces, a do lutego 2021 liczba sprzedanych egzemplarzy (włączając w to kopie cyfrowe) przekroczyła 150 milionów, czyniąc ją jedną z najlepiej sprzedających się mang wszech czasów.
W lutym 2021 roku Gotōge skomentował, że jego kolejnym projektem będzie komedia romantyczna w konwencji science fiction.

## Wpływ
Gotōge wyjawił, że na jego prace wpływ miały mangi takie jak JoJo’s Bizarre Adventure autorstwa Hirohiko Arakiego, Naruto autorstwa Masashiego Kishimoto, Bleach autorstwa Tite Kubo i Gintama autorstwa Hideakiego Sorachiego.

## Twórczość
- Kagarigari (jap. 過狩り狩り) (2013, one-shot)
- Monju shirō kyōdai (jap. 文殊史郎兄弟) (2014, one-shot)
- Rokkotsu-san (jap. 肋骨さん) (2014, one-shot)
- Haeniwa no Zigzag (jap. 蠅庭のジグザグ) (2015, one-shot)
- Miecz zabójcy demonów – Kimetsu no Yaiba (jap. 鬼滅の刃 Kimetsu no yaiba) (2016–2020)
- Koyoharu Goutouge – Zbiór opowiadań (jap. 吾峠呼世晴短編集 Gotōge Koyoharu tanpenshū) (2019)

## Nagrody i wyróżnienia
W 2020 roku Gotōge otrzymał 2. nagrodę Noma Publishing Culture Award, przyznawaną przez wydawnictwo Kōdansha, która honoruje tych, którzy przyczynili się do „odkrycia publikacji na nowo”. Otrzymał ją ze względu na sprzedaż franczyzy, która w latach 2019–2020 pobudziła całą branżę wydawniczą. W tym samym roku mangaka zdobył również nagrodę za najlepszy scenariusz/oryginalną historię, na festiwalu Tokyo Anime Award.
W lutym 2021 Gotōge został umieszczony jako jeden z „Fenomenów” na corocznej liście 100 najbardziej wpływowych ludzi tygodnika Time, co czyni go pierwszym mangaką, który otrzymał to wyróżnienie. W marcu tego samego roku zdobył również nagrodę Newcomer Award w kategorii sztuk pięknych przyznawaną przez japońskie ministerstwo edukacji, kultury, sportu, nauki i technologii. W tym samym roku Gotōge otrzymał także nagrodę specjalną podczas 25. gali wręczenia Nagrody Kulturalnej im. Osamu Tezuki.